# I Need a Doctor
I Need a Doctor (englisch für „Ich brauche einen Arzt“) ist ein Lied des US-amerikanischen Rappers und Produzenten Dr. Dre, das er mit dem Rapper Eminem und der Sängerin Skylar Grey aufnahm. Der Song wurde am 1. Februar 2011 veröffentlicht. Die Premiere des Liedes fand auf Dr. Dres Webseite statt.
I Need a Doctor wurde von dem britischen Produzenten Alex da Kid produziert, der auch schon bei der Hit-Single Love the Way You Lie mit Eminem und Skylar Grey zusammenarbeitete, wobei diese den Refrain schrieb, der später von Rihanna gesungen wurde.

## Inhalt
| Liedteil   | Künstler    |
| Refrain    | Skylar Grey |
| 1. Strophe | Eminem      |
| 2. Strophe | Eminem      |
| 3. Strophe | Dr. Dre     |

Der Refrain wird von Skylar Grey gesungen. Inhaltlich geht es darum, dass eine Person den Verstand verliert und einen Arzt braucht, der sie zurück ins Leben holt. Eminem rappt in der ersten Strophe darüber, wie viel er Dre schuldet, da dieser ihn entdeckte, als er völlig am Boden war. Dr. Dre erkannte im Gegensatz zu vielen anderen Kritikern als Einziger Eminems Talent und förderte ihn. Jetzt ist es an der Zeit für Eminem, sich zu revanchieren und seinen Entdecker wieder ins Rapgeschäft zurückzuholen, nachdem dieser aufgrund des Todes seines zweiten Sohnes 2008 eine schwere Zeit durchmachen musste. In der zweiten Strophe fokussiert sich Eminem darauf, eine Rückkehr von Dr. Dre an seine Seite zu erreichen. Dabei verweist er darauf, dass dieser als Einziger immer an ihn geglaubt habe und damals seine Karriere für den „weißen Jungen“ riskiert hat, weil er ihn gegen den Willen der Labelkollegen unter Vertrag nahm. Er meint, dass er Dre niemals so viel zurückgeben könne und dass er ihn brauche, um weiterzumachen. Die dritte Strophe rappt Dr. Dre selbst. Er spricht darüber, dass er sich noch genau an die erste Begegnung mit Eminem erinnern kann und dass alle Leute im Raum über ihn Witze gemacht hätten, bis er am Mikrofon stand und jeden durch sein Talent verstummen ließ. Dre berichtet außerdem von den ganzen falschen Freunden, die ihn in der schweren Zeit im Stich ließen. Er kündigt an, dass er nun noch einmal zurück ist, um ein letztes Album herauszubringen.

## Musikvideo
Das Musikvideo wurde von dem Regisseur Allen Hughes produziert, der unter anderem die Erfolgsfilme Menace II Society und The Book of Eli produziert hat. Der Videodreh fand in Los Angeles statt. Das Video feierte in der Nacht vom 24. auf den 25. Februar Premiere.
Inhalt
Es beginnt mit einem Rückblick auf Dr. Dres Karriere, in dem unter anderem Ausschnitte aus früheren Musikvideos zu sehen sind. Dann sieht man Dre in einem Ferrari auf einer Küstenstraße fahren, wobei erneut Flashbacks seines Lebens gezeigt werden. Dre beschleunigt immer mehr, bis der Wagen schließlich in einer Kurve ausbricht und sich überschlägt. Dieser fiktive Unfall wird im Video mit dem 18. Februar, dem Geburtstag von Dre, 2001 datiert (am selben Tag starb Dale Earnhardt). Es folgen Szenen in einer Klinik, die „einige Jahre später“ spielen: Dre liegt im Koma und Eminem rappt seine Verse in Dres Richtung. Währenddessen schwebt ein Engel, verkörpert von der Schauspielerin Estella Warren, über den beiden und singt scheinbar den Chorus. Skylar Grey selbst tritt als Ärztin auf, man sieht sie aber nie singen. Schließlich erwacht Dre aus dem Koma und durchläuft eine Reha. Das Video endet damit, dass Dre vor dem Grab von Eazy-E steht.
Das Video hat eine Gesamtlänge von 7:31 Minuten, wobei das Lied selber nur 4:43 Minuten davon zu hören ist.

## Grammys
Das Lied wurde zum ersten Mal bei den 53. Grammy Awards am 13. Februar 2011 live von Dr. Dre, Eminem und Skylar Grey aufgeführt.
Bei den darauffolgenden Grammy Awards 2012 war es in den Kategorien Beste Rap/Gesangs-Kollaboration und Bester Rap-Song nominiert, unterlag jedoch jeweils Kanye Wests All of the Lights.

## Kritische Rezeption
Nick Levine von Digital Spy gab dem Lied eine positive Bewertung mit fünf von fünf möglichen Sternen.

“Why is 'I Need A Doctor' such a brilliant single? Well, first of all there's the production from British knob-twiddling whizz Alex Da Kid, which has a similar gravitas and bone-rattling bombast to his work on 'Love the Way You Lie' and 'Airplanes'. Then there's the haunting chorus, delivered by Diddy's 'Coming Home' bud Skylar Grey, which inhabits you from first listen. However, what elevates 'I Need A Doctor' from "very good" to "a little bit special" are the performances of Dre and Em. That single manly tear dribbling down your cheek? Entirely, entirely justified.”

## Single

### Covergestaltung
Das Singlecover ist in grünen Farbtönen gehalten. Es zeigt eine Wand im Gang eines Krankenhauses, an der ein Schild hängt, auf dem unter anderem die Schriftzüge Dr. Dre featuring Eminem & Skylar Grey sowie I Need a Doctor stehen.

### Chartplatzierungen
Nach der Veröffentlichung auf CD stieg die Single in Deutschland auf Platz 25 ein und hielt sich acht Wochen in den Top 100.
| ChartsChartplatzierungen       | Höchstplatzierung | Wochen |
| ------------------------------ | ----------------- | ------ |
| Deutschland (GfK)              | 25 (8 Wo.)        | 8      |
| Österreich (Ö3)                | 28 (13 Wo.)       | 13     |
| Schweiz (IFPI)                 | 33 (15 Wo.)       | 15     |
| Vereinigte Staaten (Billboard) | 4 (20 Wo.)        | 20     |
| Vereinigtes Königreich (OCC)   | 8 (21 Wo.)        | 21     |

| ChartsJahrescharts (2011)      | Platzierung |
| ------------------------------ | ----------- |
| Vereinigte Staaten (Billboard) | 51          |

### Auszeichnungen für Musikverkäufe
| Land/Region                  | Auszeichnungen für Musikverkäufe (Land/Region, Auszeichnung, Verkäufe) | Verkäufe  |
| ---------------------------- | ---------------------------------------------------------------------- | --------- |
| Australien (ARIA)            | 4× Platin                                                              | 280.000   |
| Brasilien (PMB)              | Platin                                                                 | 60.000    |
| Dänemark (IFPI)              | Gold                                                                   | 45.000    |
| Deutschland (BVMI)           | Gold                                                                   | 150.000   |
| Vereinigte Staaten (RIAA)    | 2× Platin                                                              | 2.000.000 |
| Vereinigtes Königreich (BPI) | Platin                                                                 | 600.000   |
| Insgesamt                    | 2× Gold · 8× Platin ·                                                  | 3.135.000 |

Hauptartikel: Eminem/Auszeichnungen für Musikverkäufe